# 시어도어 루스벨트 암살 미수 사건
1912년 10월 14일, 전 미국 대통령 시어도어 루스벨트는 위스콘신주 밀워키에서 대통령 선거 운동을 하던 중, 전 술집 주인 존 슈랭크의 암살 시도에서 살아남았다. 슈랭크의 총알은 루스벨트의 강철 안경집과 재킷 주머니에 넣고 다니던 "어떤 개인보다 위대한 진보적 대의"라는 제목의 50페이지 두께(한 번 접힌) 연설문 사본을 뚫고 루스벨트의 가슴에 박혔다. 슈랭크는 즉시 무장 해제되고 붙잡혔는데, 루스벨트가 슈랭크를 해치지 말라고 소리치지 않았다면 그가 린치를 당했을 수도 있었다. 루스벨트는 군중에게 자신이 괜찮다고 안심시킨 뒤, 경찰에게 슈랭크를 맡기고 그가 해를 입지 않도록 조치하라고 지시했다.
경험이 풍부한 사냥꾼이자 해부학자로서 루스벨트는 피를 토하지 않는 것으로 보아 총알이 폐에 닿지 않았다고 정확하게 결론 내렸고, 즉시 병원에 가라는 권유를 거절했다. 대신, 그는 예정된 연설을 했다. 모인 군중에게 한 그의 첫 발언은 "친구 여러분, 가능한 한 조용히 해 주십시오. 제가 방금 총에 맞았다는 사실을 여러분이 충분히 이해하는지 모르겠습니다만, 황소말코손바닥사슴을 죽이는 데는 그보다 더 많은 것이 필요합니다."였다.
이후 조사와 엑스레이 결과 총알이 루스벨트의 흉근에 박혔지만 흉막을 관통하지는 않은 것으로 나타났다. 의사들은 총알을 제거하려 시도하는 것보다 제자리에 두는 것이 덜 위험하다고 결론 내렸기 때문에 루스벨트는 남은 생애 동안 그 총알을 몸에 지니고 다녔다.
윌리엄 하워드 태프트 대통령과 민주당 후보 우드로 윌슨은 루스벨트가 회복하여 선거 운동을 재개할 때까지 각자의 선거 운동을 중단했다. 총격 사건이 선거 운동에 영향을 미칠 것인지 묻자 그는 기자에게 "저는 황소말코손바닥사슴처럼 건강합니다."라고 말했다. 황소말코손바닥사슴은 루스벨트와 진보당의 상징이 되었는데, 1912년 6월 공화당 후보 지명에서 탈락한 루스벨트가 "황소 말코손바닥사슴처럼 강하다"고 자랑한 이후 종종 단순히 황소말코손바닥사슴당으로 불렸다. 그는 선거 운동으로 돌아가기 전 2주간 회복했다. 그는 나중에 친구에게 몸속에 있는 총알에 대해 "그것이 내 조끼 주머니에 있는 것보다 더 신경 쓰이지 않는다."라고 편지를 썼다.
총격범 존 슈랭크는 처음에 살인 미수 혐의에 대해 유죄를 인정했지만, 재판관은 슈랭크의 정신 이상을 확신하지 못하여 그의 유죄 인정을 거부하고 사건은 재판에 회부되었다. 슈랭크는 배심원단에 의해 심신 미약을 이유로 무죄 판결을 받고 무기한 정신병원 입원을 선고받았다.

## 배경
시어도어 루스벨트는 1901년 윌리엄 매킨리 암살 사건 이후 대통령직에 올라 남은 3년 6개월의 임기를 수행했으며, 1904년 대통령 선거에서 전체 임기로 당선되었다. 그는 조지 워싱턴이 확립한 전통(나중에 수정 헌법 제22조로 성문화됨)에 따라 1908년에는 다시 출마하지 않기로 했다. 루스벨트는 1908년 공화당 전당대회에서 그의 전쟁부 장관이었던 윌리엄 하워드 태프트를 지지했다. 태프트는 공화당 후보 지명과 총선에서 모두 승리했지만, 루스벨트는 그의 후임자의 업무에 불만을 품고 다음 선거에서 대통령직을 되찾으려 했다.
1912년 대통령 선거 운동은 태프트 대통령 휘하의 보수파와 전 루스벨트 대통령 휘하의 자유/개혁파 사이에서 공화당의 심각한 분열이 특징이었다. 1912년 공화당 전당대회에서의 격렬한 대립 이후, 태프트는 재지명을 얻었다. 루스벨트는 그의 지지자들을 이끌고 자신들만의 전당대회를 개최하여 "황소말코손바닥사슴당"이라는 별명으로 불린 진보당의 후보로 그를 대통령에 지명했다. 태프트와 그의 지지자들은 루스벨트가 권력에 굶주려 있으며 미국 대통령이 두 임기만 재직한다는 전통을 깨려 한다고 비난했다.

## 암살 시도

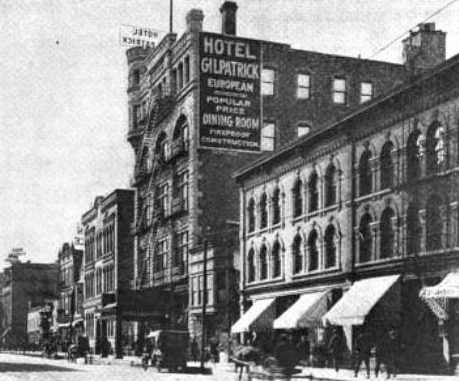
길패트릭 호텔

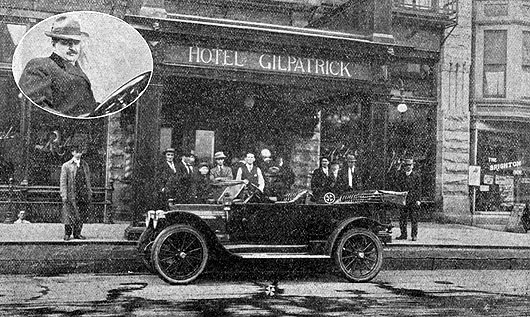
총을 맞았을 때 전 대통령 루스벨트가 서 있던 자동차

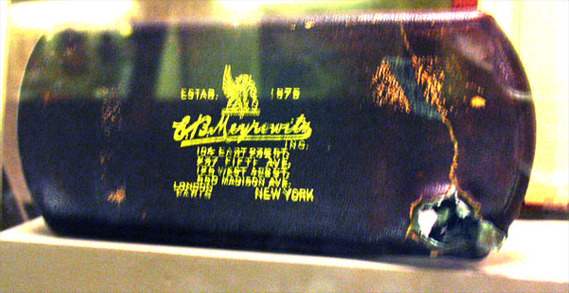
시어도어 루스벨트의 안경집, 총알에 맞아 오른쪽 하단이 뚫렸다.

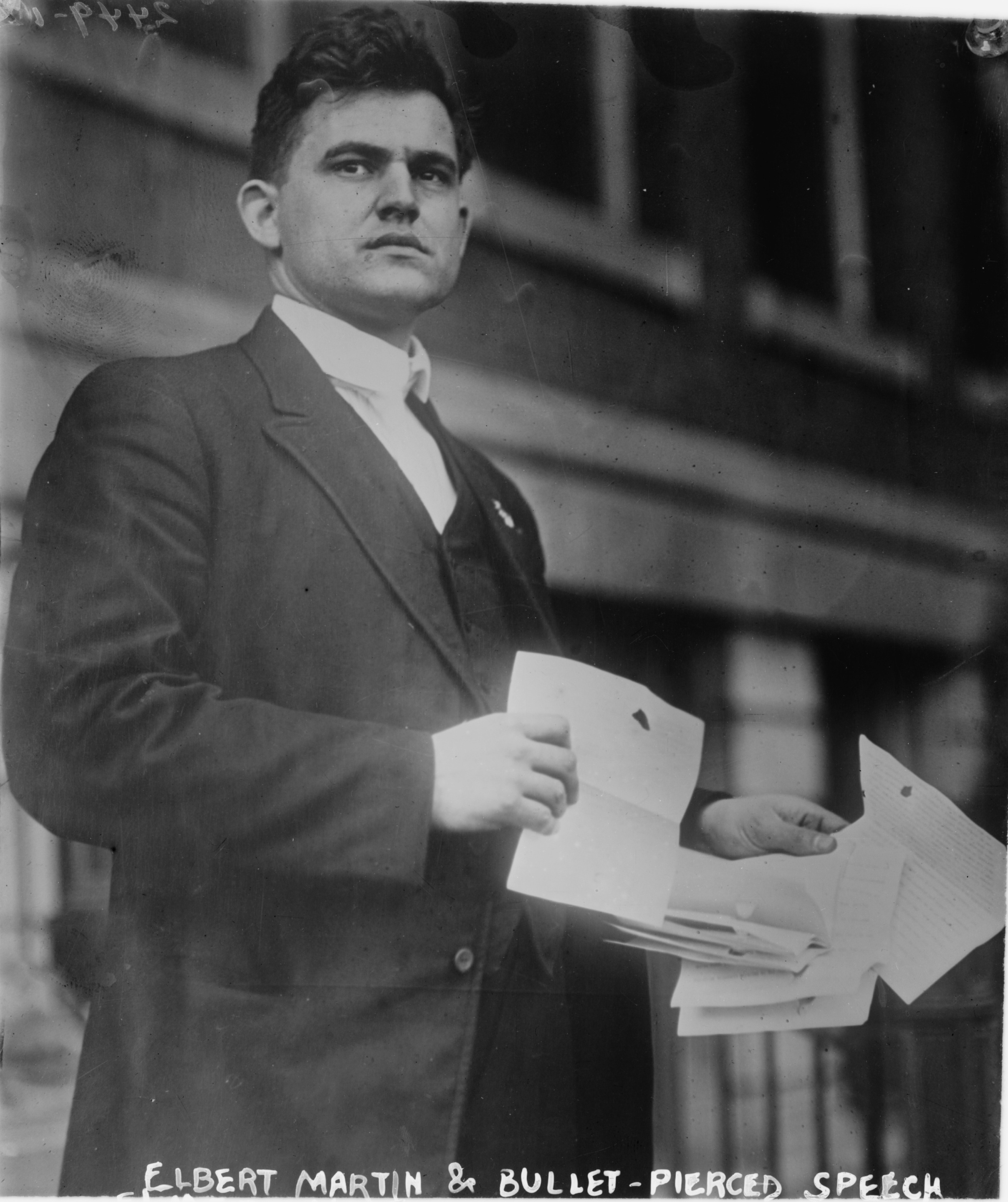
시어도어 루스벨트의 속기사 엘버트 E. 마틴이 총알 구멍이 뚫린 연설문을 들고 있다.

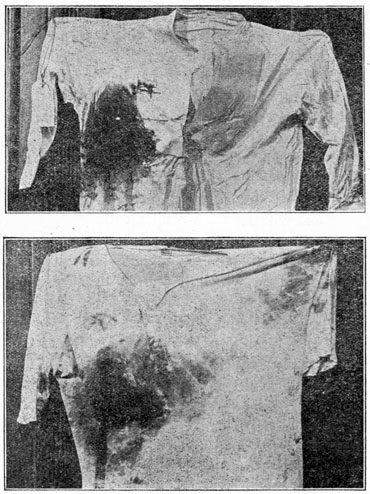
시어도어 루스벨트의 피 묻은 셔츠

암살 시도 후 슈랭크에게서 발견된 문서에 따르면, 슈랭크는 윌리엄 매킨리의 유령이 꿈에 나타나 자신에게 복수하라고 말하며 시어도어 루스벨트의 사진을 가리켰다고 썼다. 결국 1912년 10월 14일, 루스벨트가 위스콘신주 밀워키에서 선거 운동을 하던 중 슈랭크가 그를 암살하려 했다.
루스벨트는 호텔 주인의 후원으로 길패트릭 호텔에서 저녁 식사를 하고 있었다. 전 대통령은 밀워키 강당에서 연설할 예정이었다. 루스벨트가 호텔에 있다는 소식이 돌았고, 뉴올리언스에서 밀워키까지 루스벨트를 따라다니던 슈랭크가 호텔로 갔다. 전 대통령은 식사를 마치고 호텔을 나와 오픈카에 탑승했다. 루스벨트는 환호하는 군중에게 인사하기 위해 일어섰고, 슈랭크는 행동을 취했다.

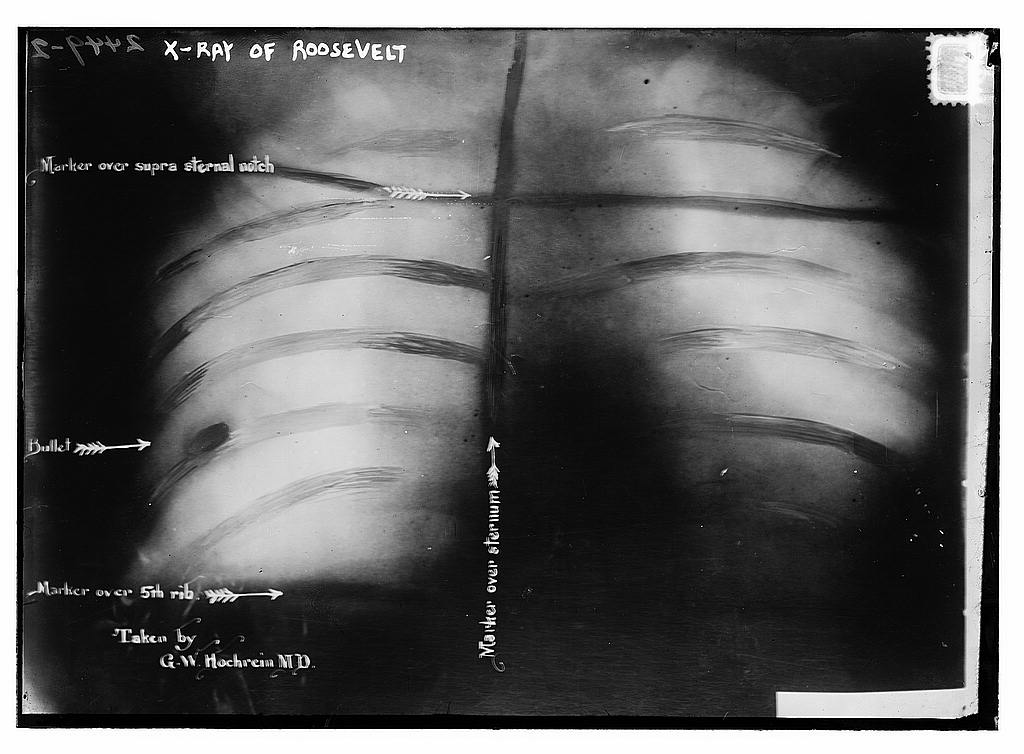
슈랭크가 쏜 총알이 루스벨트의 가슴에 박힌 X-레이 사진

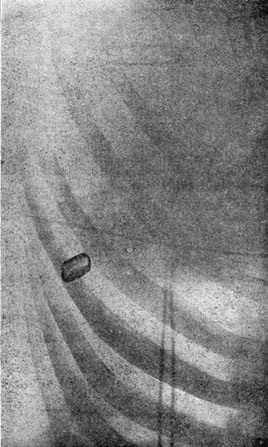
시어도어 루스벨트의 옆구리에 박힌 총알

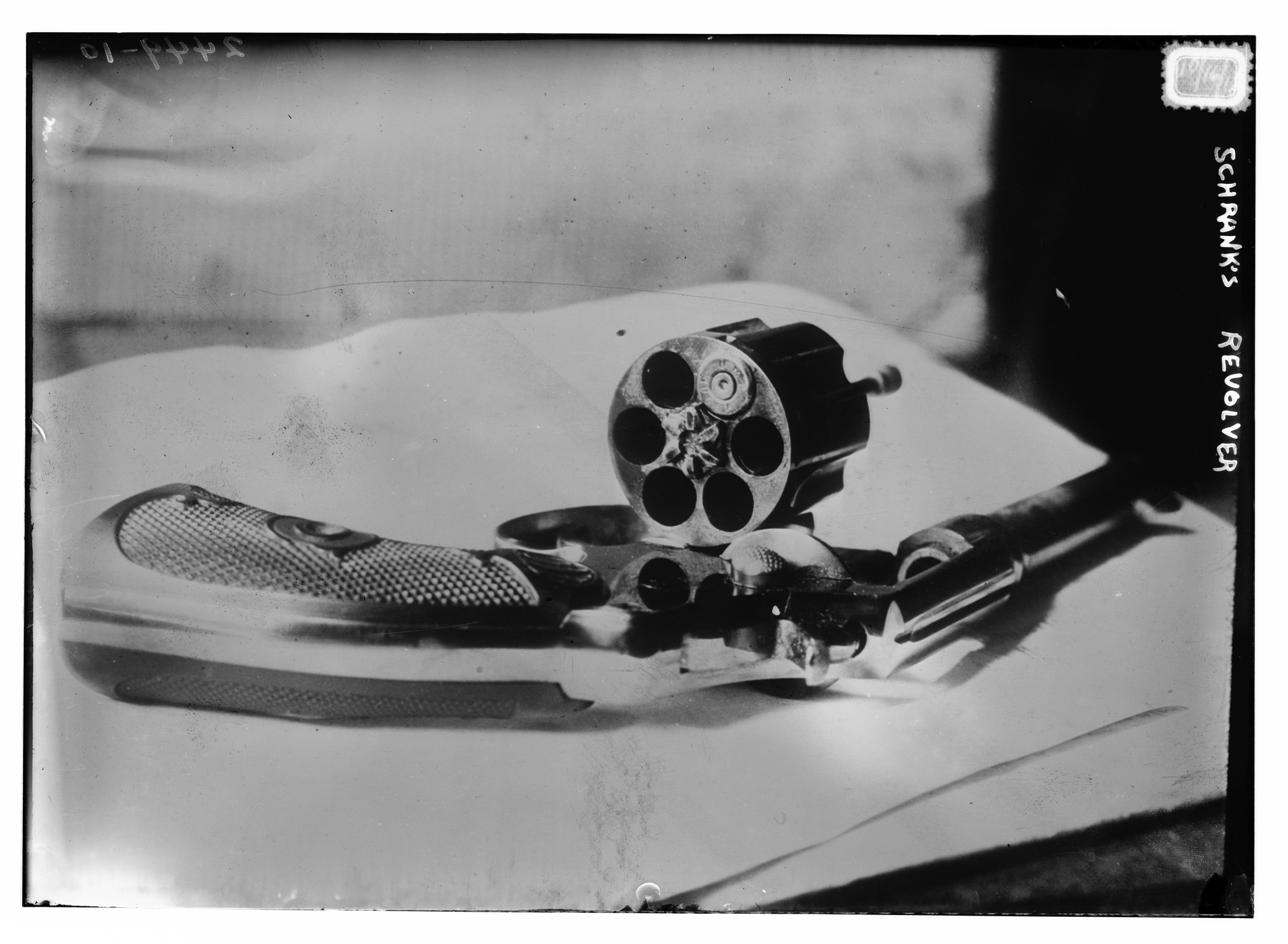
슈랭크가 루스벨트를 쏘는 데 사용한 .38구경 콜트 폴리스 포지티브 스페셜 리볼버

슈랭크가 루스벨트를 쐈지만, 총알은 그의 강철 안경집과 재킷 주머니에 넣고 다니던 50페이지짜리 "어떤 개인보다 위대한 진보적 대의"라는 제목의 연설문 사본을 모두 맞춘 뒤에야 루스벨트의 가슴에 박혔다. 구경꾼들이 숨을 헐떡이며 비명을 지르는 동안, 루스벨트의 비서이자 전 축구 선수였던 엘버트 E. 마틴이 가장 먼저 반응하여 슈랭크에게 달려들어 그를 땅에 쓰러뜨리고 총을 빼앗았다. 전 대통령의 보디가드이자 전 러프 라이더였던 A. O. 지라르와 몇몇 경찰관들이 동시에 슈랭크에게 달려들었다. 루스벨트는 비틀거렸지만 몸을 바로 세우고 안심시키는 미소를 지으며 다시 모자를 들었다. 그의 보좌관 해리 코쳄스는 루스벨트에게 총에 맞았는지 물었고, 루스벨트는 그저 확실히 "해리, 그가 날 찔렀군."이라고 말했다.
슈랭크가 제압되어 서 있는 동안 군중은 광란에 빠졌다. 슈랭크 주변의 가장 가까운 몇몇 사람들은 그를 주먹으로 때리기 시작했고, 다른 사람들은 "죽여라!" 또는 "교수형에 처하라!"고 외쳤다. 루스벨트는 무슨 일이 벌어지고 있는지 보고 군중에게 "그를 해치지 마시오. 이리로 데려오시오. 그를 보고 싶소."라고 소리쳤다. 루스벨트의 목소리를 들은 군중은 그가 서서 말하는 것을 보고 놀라 그를 바라보았다. 한 사람이 "그는 괜찮습니까?"라고 물었다. 루스벨트는 안심시키는 미소를 지으며 모자를 흔들며 "괜찮소, 괜찮소."라고 말했다. 안도한 군중은 환호했고, 경찰관 4명이 군중 속으로 들어가 슈랭크를 붙잡을 수 있었다.
루스벨트는 "그를 내게 데려오시오."라고 명령했다. 슈랭크는 루스벨트에게로 인도되었고, 두 남자는 서로의 눈을 마주쳤다. 슈랭크의 머리에 손을 얹어 그를 바라보며 전에 본 적이 있는지 확인하려던 루스벨트는 슈랭크에게 "왜 그랬는가?"라고 물었다. 대답이 없자 그는 "오, 소용없군. 경찰에게 넘기시오."라고 말했다. 경찰이 슈랭크를 붙잡고 있는 동안 루스벨트는 그를 내려다보며 "불쌍한 사람."이라고 말했다. 루스벨트는 "경관들, 그를 맡아서 폭력이 가해지지 않도록 하시오."라고 명령했다. 지라르와 다른 경찰관은 루스벨트의 바람에 따라 군중이 그에게 야유를 보내고 루스벨트에게 박수를 보내는 가운데 슈랭크를 호텔 안으로 데려갔다. 루스벨트는 차를 타고 떠나기 전 군중에게 다시 한번 안심시키는 모자 인사를 했다. 슈랭크는 주방으로 끌려가 지역 경찰에 인계되었다.
경험이 풍부한 사냥꾼이자 해부학자로서 루스벨트는 피를 토하지 않는 것으로 보아 총알이 폐에 닿지 않았다고 정확하게 결론 내렸고, 즉시 병원에 가라는 권유를 거절했다. 대신, 그는 피가 셔츠로 스며드는 가운데 예정된 연설을 했다. 그는 연설을 마치고 의료 조치를 받을 때까지 50분 동안 연설했다. 모인 군중에게 한 그의 첫 발언은 "숙녀 여러분, 신사 여러분, 제가 방금 총에 맞았다는 사실을 여러분이 충분히 이해하는지 모르겠습니다만, 황소말코손바닥사슴을 죽이는 데는 그보다 더 많은 것이 필요합니다."였다.
그 후, 탐침과 엑스레이 결과 총알이 루스벨트의 가슴 근육에 박혔지만 흉막을 뚫지는 않은 것으로 나타났다. 의사들은 총알을 제거하려 시도하는 것보다 제자리에 두는 것이 덜 위험하다고 결론 내렸는데, 아마도 루스벨트의 직전 전임자가 총상 부위 감염으로 사망한 것을 기억했을 것이다. 루스벨트는 남은 생애 동안 그 총알을 몸에 지니고 다녔다. 훗날 몸속에 있는 총알에 대해 질문을 받았을 때 루스벨트는 "그것이 내 조끼 주머니에 있는 것보다 더 신경 쓰이지 않는다."라고 말했다.
태프트와 민주당 후보 우드로 윌슨은 루스벨트가 회복하여 선거 운동을 재개할 때까지 각자의 선거 운동을 중단했다. 총격 사건이 선거 운동에 영향을 미칠 것인지 묻자 그는 기자에게 "저는 황소말코손바닥사슴처럼 건강합니다."라고 말했다. 루스벨트는 선거 운동에서 단 두 번 더 연설했다. 루스벨트가 태프트보다 더 많은 득표와 선거인단 투표를 얻었지만, 윌슨이 그들 모두를 물리치고 대통령에 당선되었다.

## 가해자

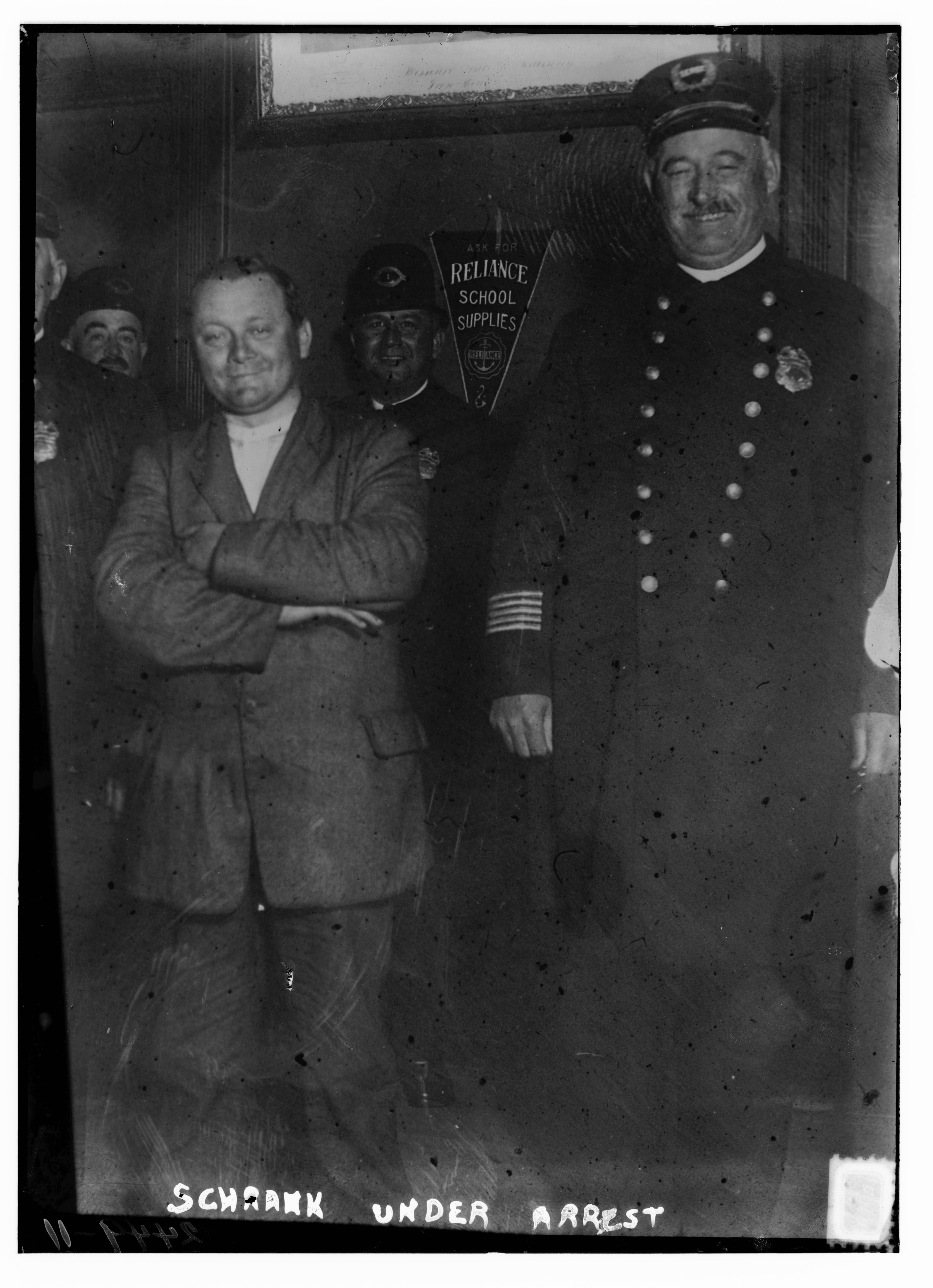
존 슈랭크가 체포되었다.

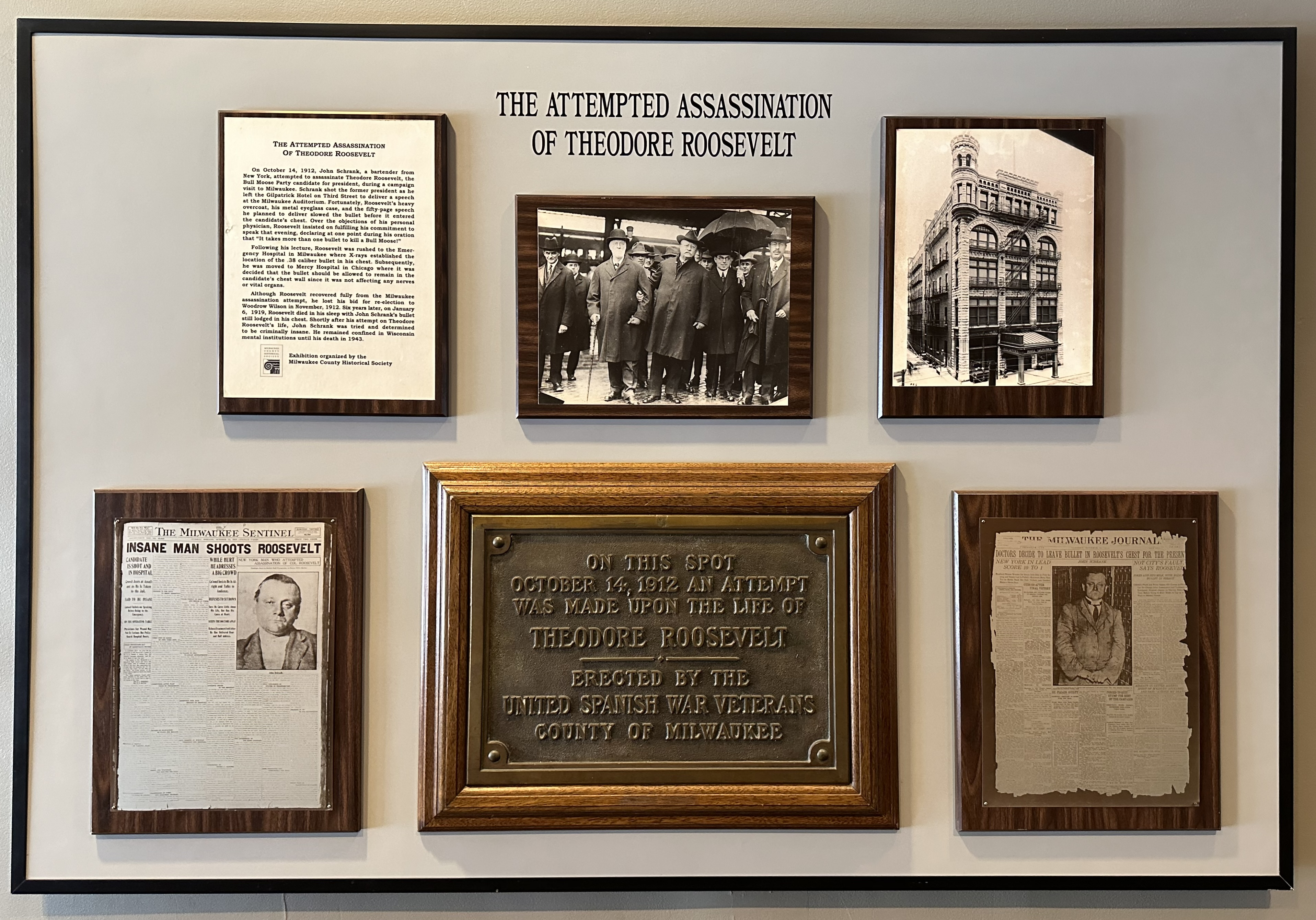
하얏트 리젠시 밀워키에 있는 시어도어 루스벨트 암살 미수 기념비

루스벨트 암살 시도는 뉴욕 출신의 바이에른 태생 술집 주인 존 슈랭크에 의해 저질러졌다. 슈랭크는 1876년 3월 5일 바이에른 에르딩에서 태어났다. 그는 9살 때 미국으로 이민을 왔다. 부모님은 곧 사망하여 슈랭크는 뉴욕의 술집 주인이자 집주인인 삼촌을 위해 일하게 되었다. 부모님이 돌아가시자, 슈랭크의 이모와 삼촌은 슈랭크가 조용하고 평화로운 삶을 살 수 있기를 기대하며 그에게 귀중한 재산을 남겼다. 슈랭크는 두 번째 부모를 잃었을 뿐만 아니라 그의 첫이자 유일한 여자친구 에밀리 지글러가 뉴욕 이스트강에서 발생한 제너럴 슬로컴호 재난으로 사망했기 때문에 가슴 아팠다. 슈랭크는 재산을 팔고 수년 동안 미국 동해안을 떠돌았다. 그는 깊이 신앙심을 가지게 되었고, 유창한 성경 학자가 되어 그의 동네 술집과 공원에서 토론 실력이 잘 알려지게 되었다. 그는 밤에 도시 거리를 걸어 다니는 데 많은 시간을 보냈지만, 기록된 문제는 일으키지 않았다.

## 여파와 동기
슈랭크는 체포되어 유죄를 인정하고 미화 7,500달러(2022년 기준 $201,129에 해당)의 보석금을 내고 구금되었다. 로버트 플러드 경사는 그에게 왜 그랬는지 물었고, 그는 "세 번째 임기에 반대했기 때문에 그렇게 했습니다. 내일까지는 아무 말도 하지 않을 테니 저에게 말 걸지 마세요. 자고 싶습니다."라고 말했다. 밀워키 센티넬은 1912년 10월 15일에 "미친 남자가 루스벨트를 쏘다"라는 헤드라인으로 호외를 발행했다.
암살 시도 직후, 심리학자들은 슈랭크를 검사하고 그가 "과대망상적인 정신 착란"을 겪고 있다고 보고하며 그를 정신 이상으로 판정했다. 재판에서 암살 미수범은 윌리엄 매킨리의 유령이 꿈에 나타나 루스벨트를 죽여 그의 암살에 복수하라고 말했다고 주장했다. 슈랭크는 1914년 위스콘신주 워펀에 있는 중앙 주립 정신 병원에 수용되었다. 그는 그곳에서 29년 더 머물다가 1943년 9월 15일 기관지 폐렴으로 사망했다. 그의 시신은 해부학 실습을 위해 마켓 대학교 의과대학(현재 위스콘신 의과 대학)에 기증되었다.
시어도어 루스벨트는 슈랭크의 정신 이상 주장에 반대했다. 루스벨트는 루이지애나에서 자신을 따라다니기 시작한 슈랭크가 위스콘신에 도착할 때까지 살인 시도를 기다린 것이 현명했다고 지적했다. 슈랭크가 남부 주에서 살인을 시도했다면 린치를 당했을 가능성이 높았고(실제로 위스콘신에서도 거의 린치를 당할 뻔했다), 린치를 당하지 않았더라도 남부 주에서는 사형을 당했을 것이기 때문이었다.
암살 시도 100주년을 맞아 Historic Milwaukee Inc.는 암살 시도를 재현했다. 이 행사에는 톰 배럿 시장이 참석했으며, 2012년 10월 14일 일요일 하얏트 리젠시 밀워키, 333 W. 킬번 애비뉴 앞에서 진행되었다.

## 기록 보관소
존 F. 슈랭크는 수감되어 있는 동안 그가 상담하던 정신 병원의 의사 아딘 셔먼에게 여러 통의 편지를 썼다. 노스캐롤라이나 대학교 윌밍턴은 그 중 20통을 소장하고 있다. 이 편지들은 1914년에서 1918년 사이에 작성되었다. 원고 컬렉션의 접근 번호는 148이다. 
밀워키 공공 도서관에는 슈랭크 재판의 법원 증거물과 재판 기록 모음이 보관되어 있다. 그것은 지역 역사 원고 컬렉션 43이다.

## 같이 보기
- 미국 대통령 암살 시도 및 음모 목록

## 내용주
1. ↑  루스벨트는 1919년 1월 6일에 사망했다. 그의 사망 원인은 공식적으로 자연사로 분류되었지만, 총상으로 인한 장기적 영향이 그의 죽음을 재촉하는 부수적인 요인이었는지는 알 수 없다.

## 더 읽어보기
- 도노반, 로버트 J. (1962). 〈첫 번째 기둥〉. 《암살자들》. 뉴욕: 포퓰러 라이브러리. 101–17쪽.
- Foley, William J. "총알과 황소말코손바닥사슴." JAMA 미국 의사 협회 저널 209.13 (1969): 2035–38.
- 개러티, 존 아서 "시어도어 루스벨트; 힘든 삶" 뉴욕, 아메리칸 헤리티지 출판사; 하퍼 & 로우 배급 1967
- 고레스, 스탠 (1970년 여름). 《테디 루스벨트 암살 미수 사건》. 《위스콘신 역사 잡지》 53. 269–77쪽.
- 헬페리히, 제라드. 시어도어 루스벨트와 암살자: 광기, 복수, 그리고 1912년 선거 운동 (2013) 발췌